# La Cumbre de San Lucas
La Cumbre de San Lucas är en ort i Mexiko.   Den ligger i kommunen Atotonilco el Grande och delstaten Hidalgo, i den sydöstra delen av landet, 120 km norr om huvudstaden Mexico City. La Cumbre de San Lucas ligger 1 935 meter över havet och antalet invånare är 324.
Terrängen runt La Cumbre de San Lucas är kuperad. Runt La Cumbre de San Lucas är det ganska tätbefolkat, med 70 invånare per kvadratkilometer. Närmaste större samhälle är Atotonilco el Grande, 13,7 km söder om La Cumbre de San Lucas. I omgivningarna runt La Cumbre de San Lucas växer huvudsakligen savannskog.